# Епархия Быдгоща
Епа́рхия Бы́дгоща (лат. Dioecesis Bydgostiensis) — епархия Римско-Католической церкви с центром в городе Быдгощ, Польша. Епархия Быдгоща входит в митрополию Гнезно. Кафедральным собором епархии Быдгоща является церковь святых Мартина и Николая, где находится почитаемый чудотворным образ Быдгощской Богоматери, покровительницы диоцеза. Другим покровителем епархии является блаженный Михаил Козаль.

## История
24 февраля 2004 года Римский папа Иоанн Павел II издал буллу Dilectorum Polonorum, которой учредил епархию Быдгоща, выделив её из архиепархии Гнезно, епархий Кошалина-Колобжега и Пельплина.

## Ординарии епархии
- епископ Ян Тырава (24.02.2004 — по настоящее время)

## Источник
- Annuario Pontificio, Libreria Editrice Vaticana, Città del Vaticano, 2003, ISBN 88-209-7422-3
- Булла Dilectorum Polonorum  (лат.)